# Subwoolfer
A Subwoolfer egy norvég duó, amely 2022-ben alakult. Ők képviselik Norvégiát a 2022-es Eurovíziós Dalfesztiválon Torinóban, a Give That Wolf a Banana című dallal.

## Történet
A duó tagjai ismeretlenek, de magukat Jimnek és Keithnek nevezik.
2022. január 10-én vált hivatalossá, hogy a duó Give That Wolf a Banana című dala is bekerült a Melodi Grand Prix elnevezésű norvég nemzeti döntő mezőnyének automatikus döntősei közé. A dalt először január 29-én, a MGP harmadik elődöntőjében adták volna elő, de az adás előtt pár nappal pozitív eredményt mutatott PCR tesztjük, így egy héttel később, február 5-én adták elő. A február 19-i döntőben a duó dalát választották ki a nézők, amellyel képviselik Norvégiát az Eurovíziós Dalfesztiválon.
Az Eurovíziós Dalfesztiválon a dalt először a május 10-én rendezett első elődöntő második felében adták elő.

## Tagok
- Gaute Ormåsen (Jim) – vokál
- Ben Adams (Keith) – vokál

## Diszkográfia

### Kislemezek
- Give That Wolf a Banana (2022)
- Give That Wolf a Romantic Banana (2022)
- Turin (2022)
- Dragma (2022)
- Space Kelly (2022)